# Walter Campbell Smith
Walter Campbell Smith, CBE (* 30. November 1887 in Solihull; † 6. Dezember 1988) war ein britischer Mineraloge und Petrologe.

## Leben
Walter Campbell Smith, Absolvent der Solihull School, widmete sich ab 1906 den Studien der Kristallographie, Mineralogie, Geologie sowie Petrologie am Corpus Christi College in Cambridge, die er 1909 mit Auszeichnung abschloss. Ein Jahr später wurde er zum Assistenten am Department of Mineralogy des Natural History Museums bestellt. Mit Ausnahme seiner Teilnahmen am Ersten Weltkrieg sowie zwischen 1939 und 1941 am Zweiten Weltkrieg war er dort bis zu seiner Versetzung in den Ruhestand im Jahre 1952 beruflich verankert. Er wurde 1931 zum stellvertretenden Kustos, 1937 zum Kustos ernannt. Zudem bereiste er 1927 Europa sowie 1933 Nordamerika.
Walter Campbell Smith war Mitglied und zwischen 1955 und 1956 Präsident der Geological Society of London. Von ihr wurde er 1945 in Anerkennung seiner Verdienste auf den Gebieten der Mineralogie und Petrologie durch die Verleihung der Murchison-Medaille gewürdigt. Überdies wurde er mit dem Titel „Commander of the Order of the British Empire“ ausgezeichnet.
1936 heiratete er die im Department of Zoology beschäftigte Susan Finnegan. Walter Campbell Smith verstarb am 6. Dezember 1988 im Alter von 101 Jahren.
Obwohl Smiths wissenschaftliches Hauptinteresse der Mineralogie galt, befasste er sich zunächst 1913 mit der umfangreichen und kürzlich erworbenen Gesteinssammlung der Geological Society. Im gleichen Jahr ging auch die von der Terra Nova Expedition mitgebrachte Gesteinssammlung an das Natural History Museum. Smith schrieb zu der von ihm betreuten Sammlung acht Abhandlungen. Ein mit den Co-Autoren Frank Debenham und R. E. Priestley verfasster Beitrag behandelte das metamorphe Gestein im südlichen Viktorialand.
Smith konzentrierte sich auf die Auswertung der Sammlungen von Magmatiten aus dem südlichen Viktorialand, dem Ross-Archipel, dem Kap Adare sowie aus der Region an der Terra Nova Bay und beschrieb außerdem die Findlinge aus Granite Harbour und der Bucht der Wale. 1963 schloss er die Arbeit mit einer beigefügten geologischen Übersichtskarte aus dem südlichen Viktorialand ab.
Walter Campbell Smith – er war auch an der Erforschung des von der Shackleton-Rowett-Expedition gesammelten Gesteinmaterials beteiligt- verfasste darüber hinaus zahlreiche petrologische Abhandlungen, betreffend Magmatite, Karbonatite sowie Meteorite.

## Schriften (Auswahl)
- The metamorphic Rocks of South Victoria Land ... In: Band 1; Band 5 von Natural history reports : British Antarctic ("Terra Nova") Expedition, 1910 / British Museum (Natural History), 1921
- Report on the geological collections made during the voyage of the "Quest" on the Shackleton-Rowett expedition to the South Atlantic & Weddell sea in 1921-1922. In: British Museum, Natural History (Hrsg.), Printed by order of the trustees, 1930
- A classification of some rhyolites, trachytes and phonolites from part of Kenya Colony: with a note on some associated basaltic rocks, In: Geological Society of London. Quarterly Journal ; Vol. 87, Pt 2, 1931
- Natural history report: Geology, Printed by order of the trustees of the British Museum, Sold by Quaritch, 1959
- The volcanic rocks of Cape Adare, South Victoria Land. In: British Museum, Natural History (Hrsg.): Natural history reports, Geology (Reihe), Vol. 2,2. British Museum, London 1959
- Description of the igneous rocks represented among pebbles from the Bunter pebble beds of the Midlands of England, Bände 1-2, In: Band 2, Ausgabe 1 von Bulletin of the British Museum (Natural History).: Mineralogy, British Museum (Natural History), 1963
- Volcanic rocks of Cape Adare and errativs from Terra Nova. In: British Museum, Natural History (Hrsg.): Natural history reports, Geology (Reihe), Vol. 2,3. British Museum, London 1963
- Seventy years of research in mineralogy and crystallography in the Department of Mineralogy, British Museum (Natural History), under the Keepership of Story-Maskelyne, Fletcher, and Prior, 1857-1927, In: Band 10, Ausgabe 2 von Bulletin of the British Museum (Natural History).: Historical series. Bulletins. Historical series ; 10/2, British Museum (Natural History), 1982